# Расстанная улица (Санкт-Петербург)
Расста́нная у́лица — улица во Фрунзенском районе Санкт-Петербурга. Проходит от Боровой улицы до Расстанного проезда.

## История
История переименований
- 1798—1822 годы: Волковская улица;
- с 1821 по 1830 год: Расстанный переулок (в орфографии начала 1830-х годов — Разстанной переулок[1];
- с 1836 года: Расстанная улица. Под этим названием включена в «Описание Санкт-Петербурга» Ивана Пушкарёва (1839 год), с границами протяжения (так в заголовке таблицы) от Боровой ул., чрез Лиговский канал до Волковского кладбища[2]

Предпосылки предшествовавшей дороги и её трассировка
Улица проложена по лесной/полевой дороге, представлявшей собой ответвление от тракта, который проходил севернее Лиговского канала, на восток, в сторону Волковой деревни и одноимённого кладбища. Тракт этот возник в XVIII веке, соединяя две главные ямские слободы, обслуживавшие транспортные нужды столицы: Вологодскую за юго-западной окраиной города и Московскую в городской черте, к северу от Обводного канала, в районе Разъезжей улицы. По мере включения этого тракта в городскую черту его участки получали статус улиц, что давало возможность осуществлять их застройку с присвоением нумерации домам. В XIX веке формирование городских и пригородных кварталов было завершено на протяжении всего бывшего тракта, и он превратился в цепочку улиц, переходящих одна в другую. В перечислении с севера на юг:
в сторону Московской заставы
- Боровая улица
- Песочная улица (позже Черниговская)

за Московской заставой
- Старообрядческая улица
- Краснокабацкая дорога (позже Перепутная улица)

Прямой угол, под которым Расстанная улица отходит от Боровой улицы и затем пересекает Лиговский проспект (на месте одноимённого канала) и Безымянную (с 1858 — Тамбовскую) улицу, указывает на то, что её трассировка возникла не спонтанно, а в соответствии с принципом регулярной планировки, который был определён в 1762—1763 годах «Комиссией для устройства городов Санкт-Петербурга и Москвы». Проезд от ямского тракта (Боровой улицы) к Волкову кладбищу (открыто по указу Сената 11 мая 1756 года в правление Елизаветы Петровны; расширено в 1808 году по указу Александра I), пересекающий Лиговский канал и формирующий южную границу Адмиралтейской части, показан уже на карте Петербурга 1777 года. После образования в 1782 году Каретной части в числе 11 новых административно-полицейских единиц столицы трассировка этого проезда на картах корректируется, с изменением угла его примыкания к Боровой улице на строго прямой.
Волковская улица, как она была изначально названа, сформировала южную границу участка застройки как Каретной части, так и всего города в границах на начало XIX века, пройдя по северному краю Волковского поля — угодьям Волковой деревни — к уже существовавшему на тот момент Волковскому кладбищу.
При трассировке Волковской (будущей Расстанной) улицы на месте перехода Боровой улицы в Песчаную (будущую Черниговскую) образовался видимый на картах 1830-х годов излом: угол между Волковской и Песчаной улицами оказался меньше прямого. Впоследствии, в 1880-е годы, при прокладке Виндаво-Рыбинской железной дороги этот излом был усугублён: чтобы обеспечить возведение железнодорожного моста над проезжей частью, Боровую улицу немного продлили на юг, сделав в её конце два поворота под углом, близким к прямому. Тем самым Черниговская и Боровая улицы лишились соосности, а Расстанная улица «потеряла» угол с бывшей Песчаной, и стала примыкать только к Боровой.
Волково кладбище и прилегающие к нему иноверческие кладбища по берегам реки Волковки вскоре стали крупнейшим местом захоронения на юге Петербурга, и с начала 1820-х годов улица получила название Расстанной. В книге П. Н. Столпянского «Город Санкт-Петербург, ныне Ленинград», изданной в 1927 году, сказано:
«Улица Расстанная от глагола „расставаться“ — дорога, по которой возили покойников».

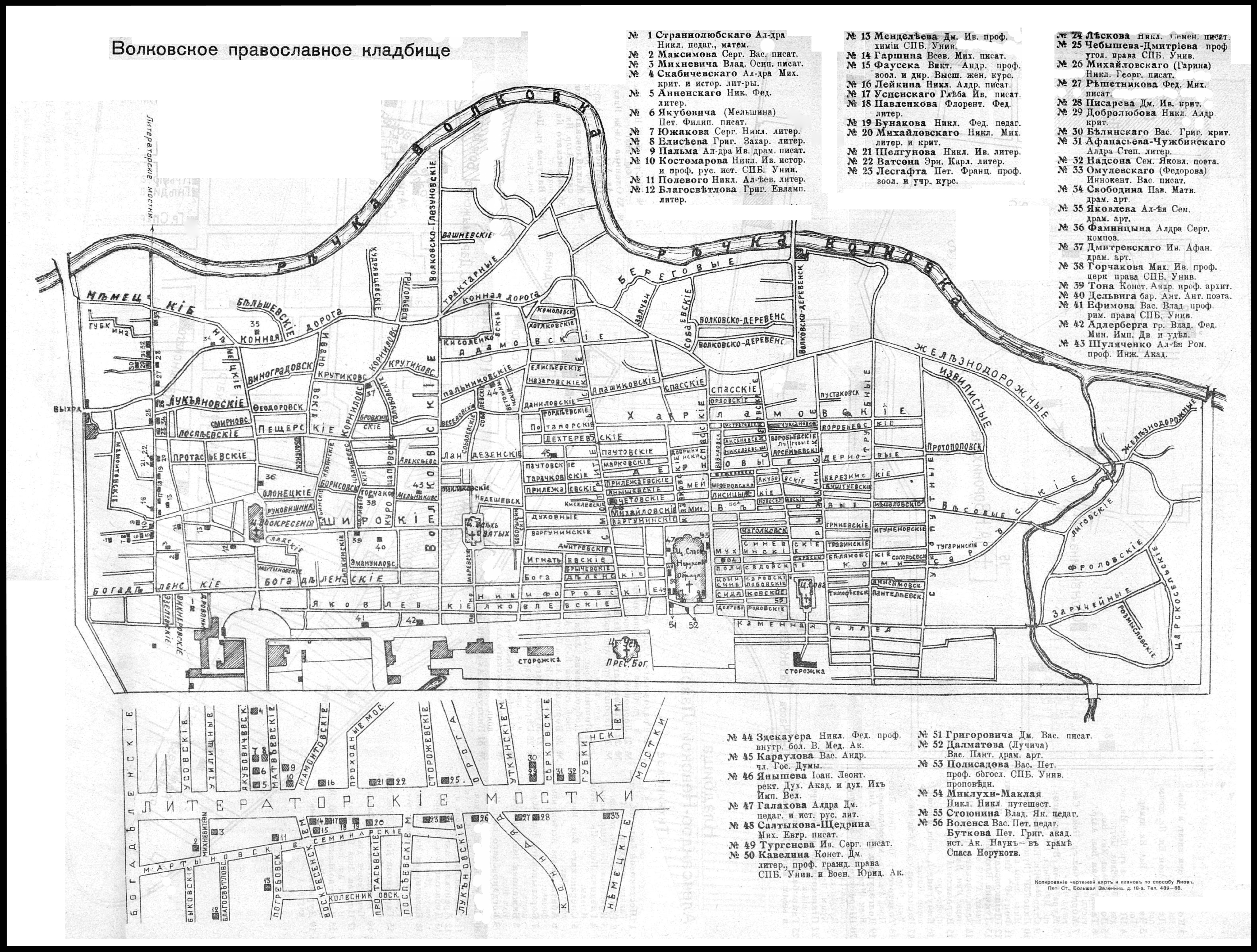
План Волковского кладбища на 1914 год

Первыми крупнейшими каменными постройками на Расстанной улице стали здания богадельни Купеческого общества, возведённые на участке дома № 20 в 1831 году. Насельники этого богоугодного заведения, осуществлявшего призрение оставшихся без потомков представителей купеческого сословия, расставались со своими скончавшимися соседями по их последнему земному пристанищу, отправляя дроги с их гробами в последний путь по Расстанной улице на Волково кладбище. Как видно на плане кладбища 1914 года, Богаделенские ряды являются одними из старейших и наиболее протяжённых на кладбище. Этот ряд захоронений примыкает к ближайшей от входа и крупнейшей церкви Спаса Нерукотворного образа (построена в 1759; в 1795 разобрана; новый каменный храм возведён в 1837—1842 годах) и тянется до самой ограды кладбища.
Название трактира «Расстанье», находившегося где-то в Московско-Ямской слободе у Лиговского канала (ныне Лиговский проспект), могло быть производным от улицы, уже получившей название Расстанной (но не наоборот!) при условии, что трактир этот находился на самом этом проезде к Волкову кладбищу или вблизи от него. Прямо или опосредовано, это название могло иметь отношение к печальному процессу, ассоциирующемуся с завершающим отрезком пути из города на Волково кладбище.
Расстанными также называются переулок (от Расстанной улицы до набережной реки Волковки) и отходящий от него проезд, расположенные в конце улицы. По имени улицы также был назван Расстанный мост, наведённый в месте её пересечения с Лиговским каналом

## Транспорт
Городской транспорт в лице конки был проложен по Расстанной улице от Лиговского проспекта к кладбищу задолго до трамваев, в конце XIX века. Даже через 9 лет после открытия в городе трамвайного движения, в 1916 году, на Расстанную улицу можно было добраться если не извозчиком, то только конкой, которая следовала по маршруту: Звенигородская улица — северный берег Обводного канала — Лиговская улица — Расстанная улица. Только к 1917 году (до Февральской революции) городскому трамваю удалось «отвоевать» от конки отрезок по Лиговскому проспекту и пустить к воротам Волковского кладбища 25-й маршрут. После ряда изменений этого маршрута, происшедших в последующие годы, к концу XX века 25-й трамвай вновь вернулся на Расстанную улицу, и продолжает ходить по ней, сворачивая с Лиговского, вплоть до настоящего времени (2019 год).
В середине 1930-х годов трамвайная линия (в те годы её обслуживали 4-й и 10-й маршруты) была продолжена по Расстанному переулку до улицы Самойловой в Волковой деревне (трамвайное разворотное кольцо «Карбюраторный завод»).
В настоящее время на участке от Лиговского проспекта до Расстанного переулка проходят трамвайные маршруты 16, 25 и 49, а также автобусные маршруты 54, 91 и 141. При движении в сторону Расстанного переулка автобусы не делают остановок на улице. Автобус 57 ходит на всем протяжении улицы.
Расстанная улица является односторонней, причём в направлении от Расстанного переулка к Лиговскому проспекту осуществляется только движение общественного транспорта.

## Застройка
- Часовня Архистратига Михаила.
- Дома № 2, литеры А, В, Г, (также Боровая ул., 106) — комплекс из 4 домов был возведён в 1911—1914 годах по проекту военного инженера И. Л. Балбашевского. В 2001 дома были признаны выявленными объектами культурного наследия, однако уже в 2004-м исключены из охранного списка[8][9][10].
- Дом № 18 — доходный дом, построенный в 1908 году, архитектор А. Г. Беме.
- Угол Расстанной и Тамбовской, 82 (современный адрес только по Тамбовской) занимает здание больницы при Николаевском доме призрения престарелых и увечных граждан, построенное в 1890—1891 годах по проекту В. И. Баранкеева.
- Дом № 20 — Николаевский дом призрения престарелых и увечных граждан. Перестройка 1905—1908 годов: архитекторы В. А. Косяков и Г. А. Косяков[11].  781720784790005
- Дом № 24 — дом Волковской кладбищенской богадельни, в 1804 году был возведён вместо деревянного здания аналогичного назначения[12]. В 2016 году КГИОП снял дом с охраны. В 2020—2021 годах прошел капитальный ремонт, в результате которого исторический облик был искажён: высота лицевого фасада увеличилась, на крыше появились мансардные окна, а количество дымовых труб уменьшилось[13].
- Дом № 26 — церковный дом при Волковском православном кладбище. Перестройка и расширение 1859 года — архитектор К. И. Брандт. Надстройка — архитектор Д. А. Крыжановский, 1904 год.

По адресу Расстанная, 30 значатся Волковское православное кладбище и Литераторские мостки. 